# Station Sumbergempol
Sumbergempol is een spoorwegstation in de Indonesische provincie Oost-Java.

## Bestemmingen
- Matarmaja: naar Station Malang en Station Pasar Senen
- Rapih Dhoho: naar Station Blitar en Station Surabaya Gubeng